# Carlo Maderno
Pour les articles homonymes, voir Maderno.
Carlo Maderna ou Maderno est un architecte italien né en 1556 à Capolago, près de Lugano, et mort le 30 janvier 1629 à Rome.

## Biographie
Carlo Maderno a commencé sa carrière dans le travail du marbre avant d'assister son oncle Domenico Fontana à Rome à partir de 1588. Sa première œuvre, en 1596, fut la façade de l'église Santa Susanna, souvent considérée comme la première œuvre de l'art baroque, attirant l'attention du pape Paul V, ce qui lui permit de participer au dessin de la basilique Saint-Pierre au Vatican, modifiant les plans de Michel-Ange. Il réalisa notamment la façade de la basilique.
Parmi ses autres réalisations romaines, l'Église Santa Maria Della Vittoria de Rome (1605), l'église Sant'Andrea della Valle (coupole), l'église Saint-Ignace-de-Loyola, le Palais Barberini (1625, achevé par Borromini et Le Bernin), le Palais Mattei di Giove (1600-1618) et le Palazzo del Quirinale, les statues de la façade de l'église Santi Domenico e Sisto, la colonne de la Paix, la fontaine au nord de la place Saint-Pierre.
On lui doit également le palais des papes de Castel Gandolfo.

## Filmographie
- Adriano Kestenholz, Carlo Maderno: l'emergenza del barocco, 2004.